# 54e division de fusiliers motorisés
Pour les articles homonymes, voir 54e division.
La 54e division de fusiliers motorisés (russe : 54-я мотострелковая дивизия) est une division d'infanterie mécanisée de l'Armée de terre soviétique pendant la Guerre froide. Elle est créée pendant la Seconde Guerre mondiale sous le nom de 341e division de fusiliers (russe : 341-я стрелковая дивизия).
La 341e division est créée au sein du front de Carélie, face à la Finlande, et ne connait qu'une action limitée dans la guerre de Continuation avant d'être affectée à des tâches de défense côtière en 1945. Alors que la 341e a eu l'une des carrières les plus courtes et les moins distinguées de toutes les divisions soviétiques dans la guerre germano-soviétique, elle a continué à servir pendant la Guerre froide, pour finalement être renommée et devenir une division de fusiliers motorisés.

## Formation
Une première 341e division de fusiliers est créée en septembre 1941 et dissoute en mai 1942. Une nouvelle 341e division de fusiliers commence à se former le 1er mai 1944 au sein du front de Carélie, basée sur la 77e brigade de fusiliers marins de la 19e armée.

### 77ebrigade de fusiliers marins
Cette brigade est formée d'octobre à décembre 1941 dans le district militaire du Caucase du Nord , à partir de personnel de la flotte de la mer Noire et des écoles navales. En janvier 1942, l'unité entreprend un mouvement remarquablement long pour rejoindre la 14e armée sur le front carélien, la partie la plus septentrionale du front, face aux forces finlandaises et allemandes. En avril, la brigade est déplacée légèrement vers le sud, vers la 19e armée, toujours sur le même front, défendant la région de Kandalakcha. En août, la 77e brigade est organisée pour les opérations défensives comme suit :
- 3 bataillons de fusiliers
- Bataillon de mortiers (24 mortiers de 50 mm, 24 mortiers de 82 mm)
- Bataillon d'artillerie (3 batteries de 3 canons de 76 mm chacune)
- Bataillon antichar (12 canons de 45 mm)
- Compagnie des Sapeurs
- Compagnie de fusils antichar
- Peloton des transmissions
- Compagnie de camions (19 véhicules)

Le front carélien étant relativement calme, la brigade est maintenue sur un effectif réduit, avec seulement environ 100 hommes par compagnie de fusiliers. Elle reste dans les mêmes conditions sous les mêmes commandements jusqu'à sa dissolution au printemps 1944.

### Guerre de continuation
L'ordre de bataille de cette nouvelle formation du 341e est principalement basé sur des numéros de régiments rendus disponibles par la conversion des divisions de fusiliers régulières en unités de la Garde en 1942-43, comme suit :
- 251e régiment de fusiliers
- 279e régiment de fusiliers
- 281e régiment de fusiliers
- 1017e régiment d'artillerie
- 48e bataillon antichar
- 299e bataillon de sapeurs
- 789e bataillon des transmissions
- 93e compagnie de reconnaissance

Le colonel Ivan Vasilievitch Obidenkine commande la division jusqu'à la mi-octobre. Il fut brièvement remplacé par le colonel AV Molokov jusqu'à ce que le colonel Ignatii Alekseevitch Moskalev prenne le commandement le 28 octobre, qu'il conservera pendant toute la durée de la guerre. La division sert directement sous les ordres de la 19e armée jusqu'en septembre, prenant part aux combats limités qui repoussèrent les forces finlandaises de Kandalakcha vers Alakourtti. En novembre, la 341e division se déplace encore plus au nord, jusqu'au 131e corps de fusiliers de la 14e armée, qui n'était alors qu'une force de garnison dans le nord de la Finlande. En janvier 1945, la division quitte complètement les forces actives et est affectée au district militaire de Belomorski pour des tâches de défense côtière.

## Après la guerre
Le 341e termine la guerre sans aucun titre honorifique de bataille ni décoration d'unité. En juillet 1945, lorsque la 14e armée est dissoute, la division, toujours avec le 131e corps de fusiliers, prend garnison à Alakurtti.  Elle est sous le commandement du major-général Ivan Vasilievitch Terentev de janvier 1947 à février 1951.
La division est finalement transférée à la 6e armée du district militaire de Léningrad et, en mars 1955, elle est rebaptisée 54e division de fusiliers. Le 4 juin 1957, elle est transformée en 54e division de fusiliers motorisés (numéro d'unité militaire 42395).  En juillet 1970, le 279e régiment de fusiliers motorisés du est utilisé pour former la nouvelle 91e division de fusiliers motorisés et est remplacé par le 221e régiment de fusiliers motorisés de la Garde. En 1976, la division participe à l'exercice Sever, au cours duquel elle est reconnue comme l'une des meilleures. Entre janvier et février 1980, elle envoie des troupes combattre dans la guerre soviéto-afghane.
En 1987, son 338e régiment de chars de la Garde est réduit au 82e bataillon de chars séparé. Le 19 novembre 1990, selon les données du Traité sur les forces armées conventionnelles en Europe, la 54e division de fusiliers motorisés disposait de 40 chars de combat principaux T-80, 39 chars amphibies PT-76, 125 véhicules blindés de transport de troupes BTR et MT-LB, 60 obusiers D-30, et 12 systèmes de lance-roquettes multiples BM-21 Grad. Pendant la guerre froide, la division est maintenue à 68 % des effectifs en tant que division de force réduite I (catégorie II américaine).
En 1997, la division est réduite à la 62e brigade séparée de fusiliers motorisés, mais un an plus tard, elle est convertie en 35e base de stockage d'armes et d'équipements. La base continue de faire partie du district militaire de Léningrad jusqu'à sa dissolution en 2007.